# Bandaj

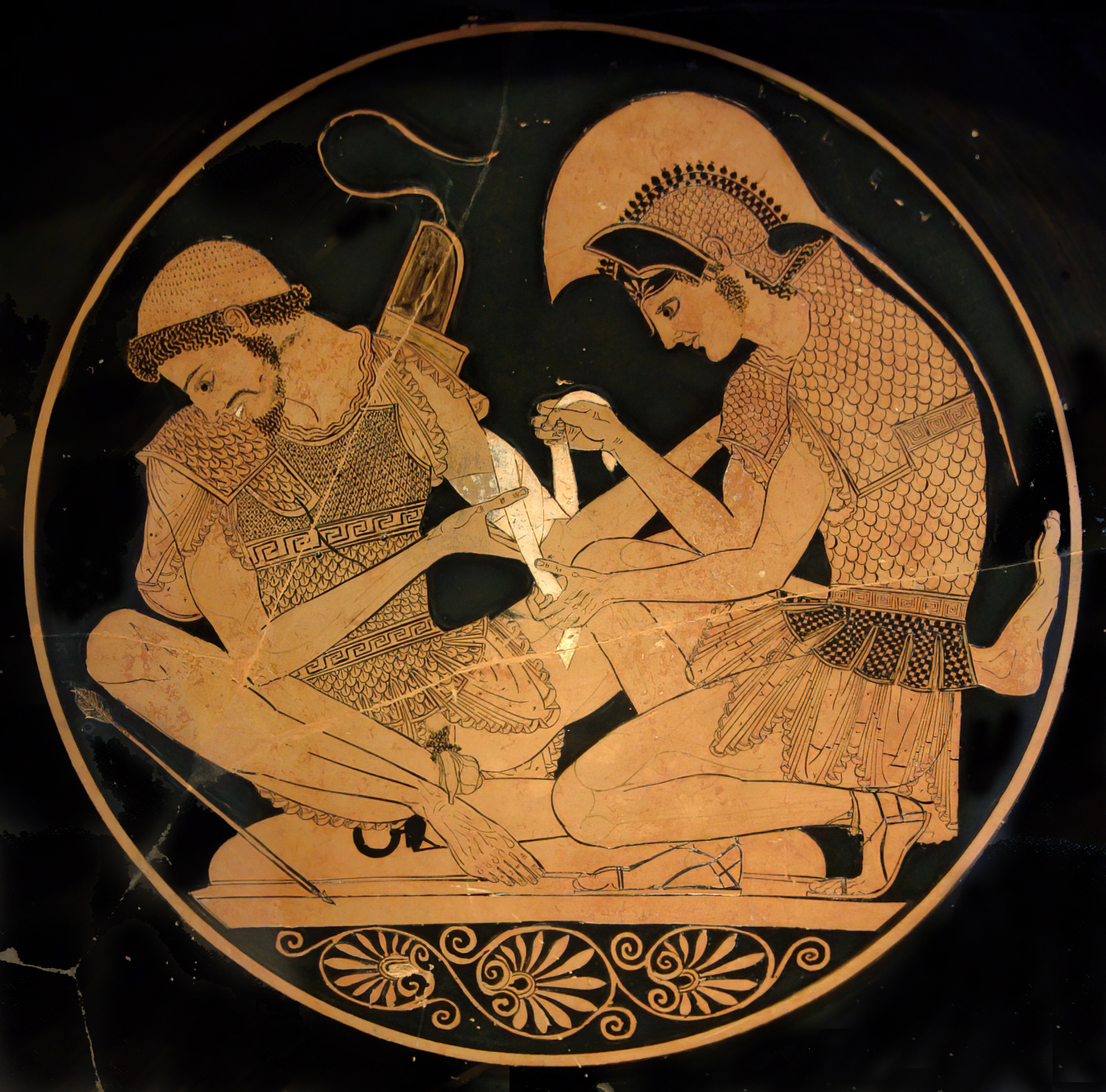
Ahile bandajându-l pe Patrocle. Basorelief pe un kylix attic, ca. 500 î.Hr., de la Vulci.

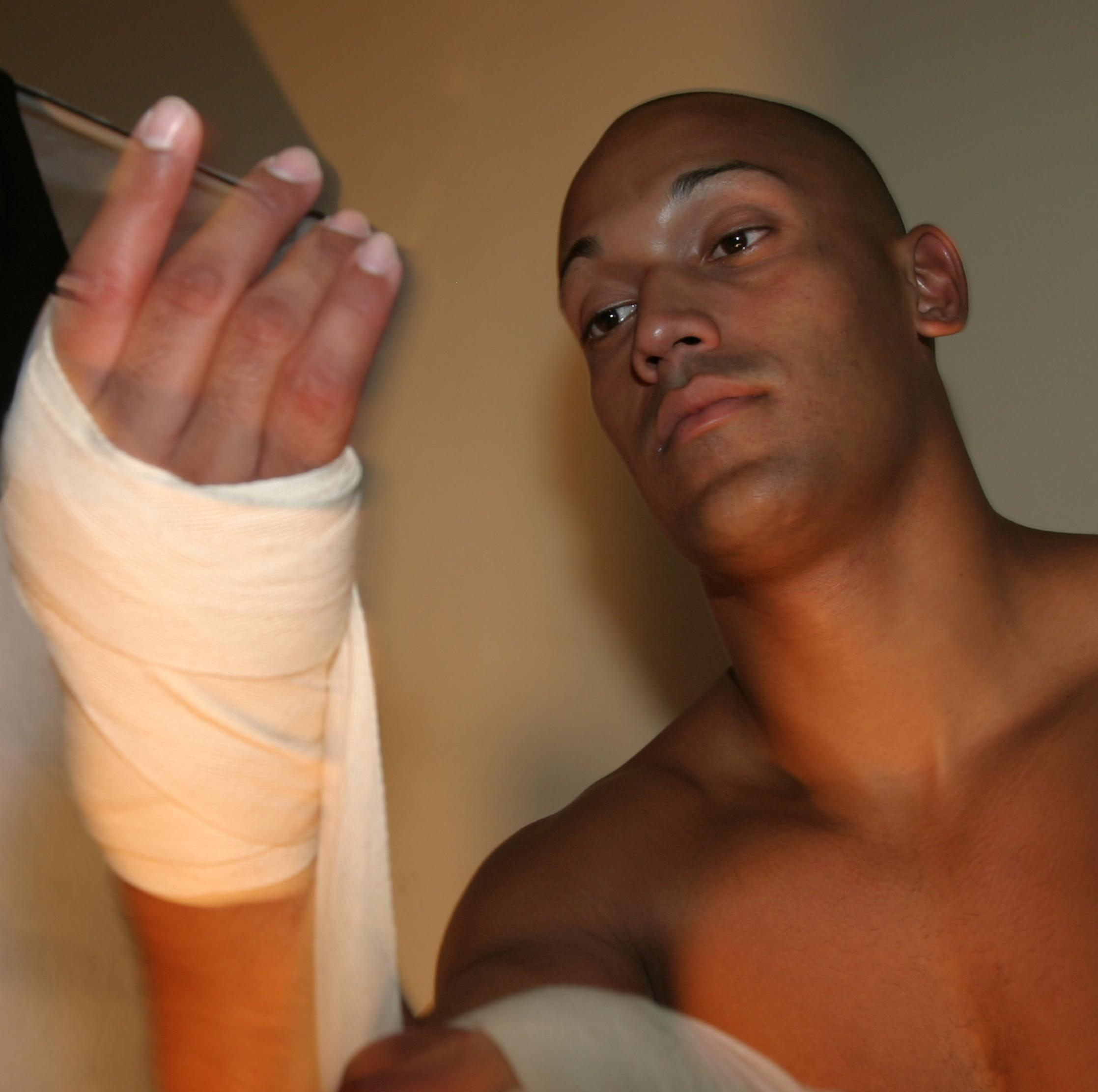
Bandajele sunt utilizate în artele marțiale pentru a preveni dislocarea articulațiilor.

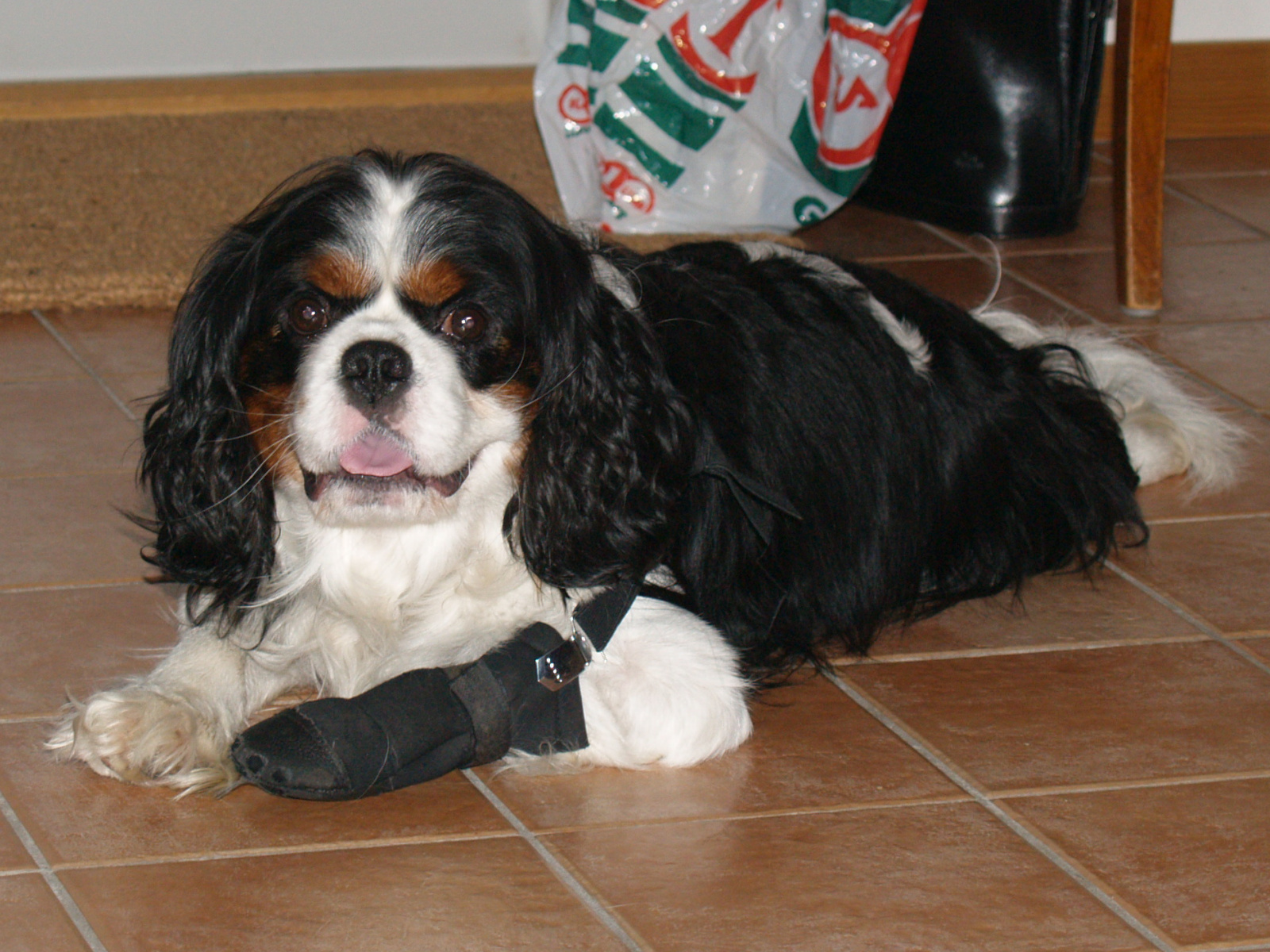
Cavalier King Charles Spaniel cu piciorul bandajat.

Un bandaj reprezintă o fâșie de pânză sau de tifon utilizată la fixarea și protejarea unui pansament sau la imobilizarea unei părți bolnave a corpului.

## Concept
Ca procedură sau tehnică, bandajarea constă în învelirea unei părți a corpului, care este accidentată din diverse motive. În prezent, are scopul de a acoperi leziunile cutanate și de a imobiliza leziunile osteo-articulare. Bandajul este folosit în general în tratarea rănilor, hemoragiilor, contuziilor, entorselor, luxațiilor și fracturilor. Se urmărește menținerea unei anumite funcționalități a zonei vătămate fără a-i aduce atingere de vreun fel și limitarea selectivă și mecanică în scop terapeutic a mobilității unei articulații.
Bandajele sau acțiunea de bandajare presupune aplicarea unui bandaj pe o parte a corpului în scopuri preventive sau terapeutice și au ca scop:
- Compresia: oprirea hemoragiilor, favorizarea absorbției de fluide din țesuturi și prevenirea pierderii acestora.
- Izolarea: limitarea mișcărilor extremităților sau a articulațiilor în caz de luxație, entorsă sau fractură, aplicarea materialului care să permită vindecarea și asigurarea de căldură și protecție
- Corecția: imobilizarea unei părți a corpului și corectarea deformărilor

## Recomandări pentru un bandaj
- Nu trebuie legat prea strâns deoarece acesta poate dăuna pacientului, poate bloca circulația sângelui și poate produce o necroză a pielii
- Trebuie bandajate articulațiile principale.
- Bandajele trebuie să fie potrivite situației specifice.
- Trebuie bine dezinfectate bandajele înainte de utilizare pentru că pot infecta zona rănită.

## Reguli generale pentru bandajare
Realizarea unei bandajări adecvate necesită o pregătire anterioară și continuată. Există câteva principii generale în bandajarea părții rănite: 
- Spălarea pe mâini înainte și după fiecare pansare.
- Prevenirea contactului între zonele de piele prin izolarea lor cu tifon.
- Protejarea proeminențelor osoase înainte de bandajarea lor.
- Utilizarea bandajului cel mai adecvat în situația respectivă.
- Începerea bandajării ținând rola de bandaj într-o mână și partea îndepărtată ce urmează a fi bandajată cu cealaltă.
- Nu se începe și nici nu se sfârșește bandajarea direct peste o rană sau peste o zonă în care este posibil ca pacientul să exercite un anumit fel de presiune.
- Bandajarea de la partea cea mai îndepărtată către partea cea mai apropiată (de la picioare către inimă).